# Ямало-Ненецки автономен окръг
Вижте пояснителната страница за други значения на Ямал.
Ямало-Ненецкият автономен окръг (Ямалия) е субект на Руската федерация, автономен окръг в състава на Тюменска област и Уралския федерален окръг. Площ 769 250 km2 (5-о място по големина в Руската федерация, 4,49% от нейната площ и 52,54% от територията на Тюменска област). Население на 1 януари 2018 г. 538 547 души (71-во място в Руската федерация, 0,37% от нейното население и 14,59% от населението на Тюменска област). Административен център град Салехард. Разстояние от Тюмен до Салехард 1982 km, а от Москва до Салехард 2436 km.

## Историческа справка
През 1595 г. в най-долното течение на река Об, на нейния ляв бряг е основано селището Обдорск, което дълго време е село, а слез това - работническо селище. През 1933 г. селището е преименувано на Салехард, а през 1938 г. е признато за град. От 1796 до 1920 г. територията на днешния Ямало-Ненецки автономен окръг влиза в състава на Тоболска губерния. На 10 декември 1930 г. е образуван Ямало-Ненецкия национелен окръг в състава на Уралсака област, от 17 януари 1934 г. влиза в състава на Об-Иртишка област (по поречията на реките Об и Иртиш), от 7 декември 1934 г. – в състава на Омска област, а от 14 август 1944 г. – в състава на Тюменска област. През 1977 г. е преименуван на Ямало-Ненецки автономен окръг.

## Географска характеристика

### Географско положение, граници, големина
Ямало-Ненецкия автономен окръг се намира в северозападната част на Азиатска Русия, като над 50% от територията му се намира северно от Северния полярен кръг. На изток граничи с Красноярски край, на юг с Ханти-Мансийски автономен окръг - Югра, на запад – с Република Коми и Ненецки автономен окръг на Архангелска област, а на север се мие от водите на Карско море. В тези си граници заема площ от 769 250 km2 (5-о място по големина в Руската федерация, 4,49% от нейната площ и 52,54% от територията на Тюменска област).

### Релеф
Окръгът заема крайния север на Западносибирската равнина, като релефът е предимно равнинен (средна височина около 100 m) и за него са характерни изоставени древни речни долини, многочислени ниски моренни валове и обилие от езера. На запад се простира тясна полоса от източните склонове на Полярен Урал с максимална височина връх Пайер 1472 m на границата с Република Коми. Бреговата линия на Карско море е силно разчленена и включва два големи полуострова Ямал и Гидански, разделени от заливите Обска и Тазовска губа. На запад от полуостров Ямал в сушата се вдава заливът Байдарацка губа, а на изток – заливите Гиданска и Юрацка губа. На север от тях, във водите на Карско море са разположени островите Бели, Еленов, Шокалски и др.

### Климат
Климатът е континентален. Зимата в крайния север е сурова и продължителна с чести виелици. Средната януарска температура е от -24,5°C (на остров Бели) до -25,7°C (село Нови Порт, на западния бряг на Обска губа). Лятото е кратко, хладно, много често с отрицателни температури през нощта. Средна юлска температура от 3,6°C до 10,2°C. В южните части на окръга климатът е още повече континентален. Средна януарска температура от -22°C до -25,6°C, а лятото малко по-топло отколкото на север – средна юлска температура от 14,4 °C до 15,3°C. Годишната сума на валежите е малка и варира от 220 до 420 mm. Продължителността на вегетационния период (с минимална денонощна температура 5°C) е от 44 денонощия на север до 120 денонощия на юг. Широко е разпространена вечно замръзналата почва.

### Води
На територията на Ямало-Ненецкия автономен окръг протичат около 50 хиляди реки (с дължина над 1 km) с обща дължина около 291 хил. km и всички те принадлежат към водосборния басейн на Карско море. Главни реки в окръга са: Об (с най-долното си течение) с притоците си Куноват, Синя, Войкар, Полуй и Шчуча; Надим с притока си Левая Хета; Таз с притоците си Болшая Ширта, Толка, Часелка и Худосей; Пур с двете съставящи я пеки Айваседапур и Пякупур; Месояха; Кара; Юрибей; Танама (ляв приток на Енисей) и др. Реките в окръга са равнинни, с бавно течение, множество меандри, малък наклон, ниски брегове и текат в широки и плитки долини. Подхранването им е смесено с преобладаване на дъждовното. Водният им режим се характеризира с ниско, разтегнато във времето (до четири месеца) пролетно пълноводие и ясно изразено зимно маловодие. Те замръзват през октомври или ноември, а се размразяват от април на юг до юни на север.
В Ямало-Ненецкия автономен окръг са разположени над 1,05 милион езера с обща площ около 39 хил.km2, като 350 хил. от тях са площ по-голяма от 10 дка. Най-разпространени са ледниковите езера, но се срещат и термокарстови, крайречни, блатни, крайбрежно-лагунни, а по планинските склонове на Полярен Урал – тектонски езера. Най-големите са: Ямбуто и Периптавето на Гиданския полуостров, Яррото 1-во, Яррото 2-ро и Ямбуто на полуостров Ямал. Блатата и заблатените земи заемат 147 988 km2, 19,24% от територията на Ямало-Ненецкия автономен окръг.

### Почви, растителност, животински свят
За северните части на окръга са характерни тундрово-торфено-блатните почви, за южните части – торфено-подзолисти и подзолисто-блатни почви, а по долините на реките – алувиални почви. Тундрата и лесотундрата заемат около 3/5 от територията на окръга, като широко е развита торфено-сфаговата растителност. В южните части, основно по долините на реките има гори от сибирска лиственица, смърч и кедър. В тундрата обитават: северен елен, бял заек, песец, вълк, хермелин, а в южните гористи части – собол, бялка, северноамериканска катерица и множество прелетни птици. Реките и езерата са богати на различни видове риби.

## Население
На 1 януари 2018 г. населението на Ямало-Ненецкия автономен район наброява 538 547 души (71-во място в Руската федерация, 0,37% от нейното население и 14,59% от населението на Тюменска област). Гъстота 0,7 души/km2. Градско население 83,82%. При преброяването на населението на Руската федерация през 2010 г. етническият състав на окръга е бил следния: руснаци 312 019 души (61,7%), украинци 48 985 (9,7%), ненци 29 772 (5,9%), татари 28 509 (5,6%), ханти 9489 (1,9%), азербайджанци 9291 (1,8%), башкири 8297 (1,7%), беларуси 6480 (1,3%), коми 5141 (1,0%).

## Административно-териториално деление
В административно-териториално отношение Ямало-Ненецкия автономен окръг се дели на 6 окръжни градски окръга, 7 муниципални района, 8 града, в т.ч. 6 града с окръжно подчинение и 2 града с районно подчинение и 4 селища от градски тип.
| Административна единица | Площ (km2) | Население (2017 г.) | Административен център | Население (2017 г.) | Разстояние до Салехард (в km) | Други градове и сгт с районно подчинение |
| ----------------------- | ---------- | ------------------- | ---------------------- | ------------------- | ----------------------------- | ---------------------------------------- |
| Окръжни градски окръзи  |            |                     |                        |                     |                               |                                          |
| 1. Губкински            |            | 27 238              | гр. Губкински          | 27 238              | 520                           |                                          |
| 2. Лабитнанги           | 22         | 26 281              | гр. Лабитнанги         | 26 281              | 20                            |                                          |
| 3. Муравленко           |            | 32 540              | гр. Муравленко         | 32 540              | 480                           |                                          |
| 4. Нови Уренгой         | 111        | 113 254             | гр. Нови Уренгой       | 113 254             | 450                           |                                          |
| 5. Ноябърск             | 189        | 106 879             | гр. Ноябърск           | 106 879             | 560                           |                                          |
| 6. Салехард             | 1018       | 48 794              | гр. Салехард           | 48 507              |                               |                                          |
| Муниципални райони      |            |                     |                        |                     |                               |                                          |
| 1. Красноселкупски      | 106 759    | 5931                | с. Красноселкуп        | 3907                | 1354                          |                                          |
| 2. Надимски             | 99 792     | 64 137              | гр. Надим              | 45 792              | 557                           | Заполярни, Пингоди                       |
| 3. Приуралски           | 64 971     | 15 438              | с. Аксарка             | 3133                | 90                            | Харп                                     |
| 4. Пуровски             | 108 797    | 52 090              | гр. Тарко Сале         | 20 906              | 1300                          | Уренгой                                  |
| 5. Тазовски             | 133 896    | 17 251              | с. Тазовски            | 7757                | 1200                          |                                          |
| 6. Шуришкарски          | 54 741     | 9524                | с. Мужи                | 3609                | 250                           |                                          |
| 7. Ямалски              | 148 727    | 16 692              | с. Яр Сале             | 6486                | 380                           |                                          |